# Castione Andevenno
Castione Andevenno es una localidad y comune italiana de la provincia de Sondrio, región de Lombardía, con 1.553 habitantes.

## Evolución demográfica
| Gráfica de evolución demográfica de Castione Andevenno entre 1861 y 2001 |
|                                                                          |
| Fuente ISTAT - elaboración gráfica de Wikipedia                          |